# Croix-Mare
Croix-Mare és un municipi francès situat al departament del Sena Marítim i a la regió de Normandia. L'any 2007 tenia 670 habitants.

## Demografia

### Població
El 2007 la població de fet de Croix-Mare era de 670 persones. Hi havia 238 famílies de les quals 39 eren unipersonals (16 homes vivint sols i 23 dones vivint soles), 82 parelles sense fills, 109 parelles amb fills i 8 famílies monoparentals amb fills.
La població ha evolucionat segons el següent gràfic:
Habitants censats

### Habitatges
El 2007 hi havia 249 habitatges, 238 eren l'habitatge principal de la família, 5 eren segones residències i 7 estaven desocupats. 247 eren cases i 1 era un apartament. Dels 238 habitatges principals, 188 estaven ocupats pels seus propietaris, 45 estaven llogats i ocupats pels llogaters i 5 estaven cedits a títol gratuït; 3 tenien dues cambres, 21 en tenien tres, 73 en tenien quatre i 140 en tenien cinc o més. 197 habitatges disposaven pel capbaix d'una plaça de pàrquing. A 102 habitatges hi havia un automòbil i a 129 n'hi havia dos o més.

### Piràmide de població
La piràmide de població per edats i sexe el 2009 era:
| Homes | Edats   | Dones |
| ----- | ------- | ----- |
| 0     | 95 o +  | 0     |
| 0     | 90 a 94 | 0     |
| 0     | 85 a 89 | 8     |
| 0     | 80 a 84 | 0     |
| 8     | 75 a 79 | 4     |
| 16    | 70 a 74 | 8     |
| 4     | 65 a 69 | 8     |
| 24    | 60 a 64 | 24    |
| 8     | 55 a 59 | 20    |
| 20    | 50 a 54 | 16    |
| 32    | 45 a 49 | 20    |
| 28    | 40 a 44 | 32    |
| 20    | 35 a 39 | 24    |
| 20    | 30 a 34 | 12    |
| 12    | 25 a 29 | 20    |
| 4     | 20 a 24 | 28    |
| 32    | 15 a 19 | 28    |
| 24    | 10 a 14 | 8     |
| 24    | 5 a 9   | 8     |
| 4     | 0 a 4   | 24    |

## Economia
El 2007 la població en edat de treballar era de 440 persones, 339 eren actives i 101 eren inactives. De les 339 persones actives 322 estaven ocupades (183 homes i 139 dones) i 17 estaven aturades (8 homes i 9 dones). De les 101 persones inactives 34 estaven jubilades, 34 estaven estudiant i 33 estaven classificades com a «altres inactius».

### Ingressos
El 2009 a Croix-Mare hi havia 239 unitats fiscals que integraven 648 persones, la mediana anual d'ingressos fiscals per persona era de 19.693 €.

### Activitats econòmiques
Dels 24 establiments que hi havia el 2007, 1 era d'una empresa alimentària, 1 d'una empresa de fabricació d'altres productes industrials, 4 d'empreses de construcció, 11 d'empreses de comerç i reparació d'automòbils, 1 d'una empresa de transport, 2 d'empreses d'hostatgeria i restauració, 1 d'una empresa financera, 1 d'una empresa immobiliària, 1 d'una empresa de serveis i 1 d'una empresa classificada com a «altres activitats de serveis».
Dels 7 establiments de servei als particulars que hi havia el 2009, 1 era una funerària, 1 taller de reparació d'automòbils i de material agrícola, 1 fusteria, 2 lampisteries, 1 empresa de construcció i 1 restaurant.
Dels 3 establiments comercials que hi havia el 2009, 1 era una botiga de menys de 120 m² i 2 drogueries.
L'any 2000 a Croix-Mare hi havia 14 explotacions agrícoles que ocupaven un total de 736 hectàrees.

## Equipaments sanitaris i escolars
El 2009 hi havia una escola elemental.

## Poblacions més properes
El següent diagrama mostra les poblacions més properes.